# 阿尔加宁
阿尔加宁，是西班牙卡斯蒂利亚-莱昂萨莫拉省的一个市镇。 总面积13平方公里，总人口94人（2001年），人口密度7人/平方公里。